# Andrec
Andrec ili Androc (mađ. Endrőc, nje.  Endritz) je selo u južnoj Mađarskoj.
Zauzima površinu od 11,33 km četvorna.

## Zemljopisni položaj
Selo se pruža u pravcu sjeverozapad-istok.
Nalazi se na 45° 55' 46" sjeverne zemljopisne širine i 17° 45' 31" istočne zemljopisne dužine, 2 km istočno od granice sa Šomođskom županijom. Dekla je 1,5 km sjeverozapadno, Biriš je 2,5 km sjeverno, Okrag je 6,5 km istočno, Marača je 2,5 km jugoistočno, Šeljin je 6 km jugoistočno, Fok (Fokrta) je 3 km južno, a Bogdašin je 3,5 km južno. Lukovišče je 5 km jugozapadno, a Potonja je 7 km zapadno.

## Upravna organizacija
Upravno pripada Sigetskoj mikroregiji u Baranjskoj županiji. Poštanski broj je 7973.

## Promet
Pola kilometra zapadno od sela prolazi željeznička pruga, a na istom mjestu se nalazi i željeznička postaja.

## Stanovništvo
Andrec ima 406 stanovnika (2001.). Većina su Mađari, 72%. Roma, koji imaju u ovom selu svoju manjinsku samoupravu, je oko 2%, a Hrvata je oko 1%. Po vjerskoj strukturi, rimokatolika je 74%, a kalvinista 1%. Nepoznato ili vjerski neizjašnjenih je 21%.

## Vanjske poveznice
- Andrec na fallingrain.com